# Homologická řada
Pojmem homologická řada se v chemii označuje řada organických sloučenin se stejným obecným vzorcem. Tyto sloučeniny mají díky přítomnosti stejné funkční skupiny podobné chemické vlastnosti a jejich fyzikální vlastnosti se stupňují spolu s rostoucí velikostí jejich molekuly, a tím i relativní molekulové hmotnosti). Například ethan má vyšší bod varu než methan, neboť mezi jeho molekulami působí více Van der Waalsových sil. Děje se tak v důsledku narůstajícího počtu atomů tvořících dané molekuly. Organické sloučeniny jdoucí za sebou v jedné homologické řadě se liší vždy o jednu skupinu CH2, která se v této souvislosti označuje jako homologický přírůstek.
Alkany (parafíny), alkeny (olefiny), ethery a alkyny (acetyleny) tvoří tímto způsobem řady, ve kterých se jednotlivé sloučeniny liší o 14 atomových hmotnostních jednotek (viz Atomová hmotnostní konstanta). Například homologická řada alkanů začíná sloučeninami methan, (CH4), ethan(C2H6), propan (C3H8) a butan (C4H10). Každý člen této řady se liší od předchozího o jeden homologický přírůstek, tedy skupinu CH2, a rovněž o 14 atomových hmotnostních jednotek.
Obdobně existuje např. i homologická řada alkoholů, která začíná sloučeninami methanol (CH3OH), ethanol (C2H5OH), propanol (C3H7OH) a butanol (C4H10OH).
Přestože obecný vzorec zůstává v celé homologické řadě stejný, jednotlivé členy mohou mít rozdílnou strukturu nebo zcela odlišné vlastnosti. Oproti tomu reaktivita jednotlivých členů obvykle zůstává stejná. Sloučeniny v každé řadě mají shodnou skupinu atomů, která se v organické chemii nazývá funkční skupina. Většina chemických vlastností organických sloučenin je na přítomnosti funkční skupiny závislá.
| Homologická řada         | Obecný vzorec           | Příklad        | Funkční skupina |
| ------------------------ | ----------------------- | -------------- | --------------- |
| Alkany s přímým řetězcem | CnH(2n + 2) (n ≥ 1)     | CH4, n = 1     |                 |
| Alkyly                   | CnH(2n + 1) (n ≥ 1)     | CH3, n = 1     |                 |
| Alkeny a cyklické alkany | CnH2n (n ≥ 2)           | C2H4, n = 2    | C = C           |
| Alkyny                   | CnH(2n − 2) (n ≥ 2)     | C2H2, n = 2    | C ≡ C           |
| Alkoholy                 | CnH(2n + 1)OH (n ≥ 1)   | CH3OH, n = 1   | - OH            |
| Monokarboxylové kyseliny | CnH(2n + 1)COOH (n ≥ 0) | CH3COOH, n = 1 | - COOH          |
| Sacharidy                | CnH2nOn (n ≥ 1)         | C6H12O6, n = 6 | = O, - OH       |

Proměnná n udává počet atomů uhlíku v řetězci.
Homologizace je jakákoli chemická reakce, která přetváří jeden člen homologické řady na člen následující.

## Homologické oxidy
Homologické řady nejsou přítomny pouze v organické chemii. Oxidy titanu, vanadu a molybdenu rovněž vytvářejí homologické řady. Například VnO2n-1 pro 2 < n < 10.